# Encryphia punctilineata
Encryphia punctilineata är en fjärilsart som beskrevs av Walker 1866. Encryphia punctilineata ingår i släktet Encryphia och familjen mätare. Inga underarter finns listade i Catalogue of Life.